# Meir Ezofovič
Meir Ezofowicz je román Elizy Orzeszkowé, který ukazuje sociologický obraz malého židovského městečka ve východním Polsku.
Dílo vykazuje rysy ságy. Ústředním motivem románu je rodová legenda o tom, že jednou za několik generací se v rodině Ezofovičů vyskytne spravedlivý člověk, jehož srdce je přeplněno láskou k lidskému pokolení.
Práci na románu předcházelo autorčino důkladné studium židovské kultury a náboženství a dvě výpravy do židovských městeček.
Při sbírání materiálu pro tento román pomáhali autorce polští Židé Leopold Méyet a Mathias Bersohn. Román poprvé vyšel na pokračování na stranách týdeníku Kłosy. Byl ilustrován dřevoryty vytvořenými podle kreseb Elwiro Michala Andriolliho.
V roce 1911 byl na motivy tohoto románu natočen stejnojmenný němý film, z něhož se však dochoval pouze krátký fragment.

## Příběh
Děj se odehrává ve fiktivním židovském městečku Šibově, ve kterém sídlí dva vlivné rody: Ezofovičové a Todrové.
Rod Todrů byl po dlouhé věky spojován s hlubokou zbožností a tradicí, rod Ezofovičů proslavili vynikající jednotlivci snažící se reformovat židovskou společnost: Michal Senior, historická postava z doby Zikmunda Starého, kterému je v románu přiřčeno autorství traktátu vybízejícího ke spolupráci Poláků a Židů a k odpuštění vzájemných křivd, a Herš Ezofovič, účastník čtyřletého sněmu a příznivce židovské asimilace.
Děj románu se soustředí na osudy mladého Meira Ezofoviče (představujícího třídu obchodníků), který by rád navázal na šlechetné tradice rodu. Znepokojuje ho zaostalost a náboženský fanatismus jeho krajanů i pronásledování karaitů živořících v městečku na okraji společnosti. Sní o získání vzdělání v sekulárních naukách a o tom, že by nalezl ukrytý spis Michala Seniora a s jeho pomocí zreformoval židovskou společnost. Neustále však naráží a jeho konflikty s tradiční židovskou pospolitostí nabývají stále hrozivějších rozměrů: odmítá vstoupit do manželství s dívkou, kterou mu vybrali rodiče, zakročí proti bití malého chlapce ve škole, a stýká se s karaitskou dívkou Holdou, ke které si vytváří stále bližší vztah. Poté, co vyzradí zločin spáchaný několika obyvateli městečka a odmítá se podřídit autoritě rabína Izáka Todra, je nad ním vyřčena přísná kletba a jeho milovaná Holda je během souvisejících nepokojů zavražděna. Meir je donucen odejít do vyhnanství, ale zůstává morálním vítězem příběhu.

## Česká vydání
Český překlad Františka Aloise Hory vyšel v nakladatelství Aloise Hynka pravděpodobně v roce 1882.